# Plastide

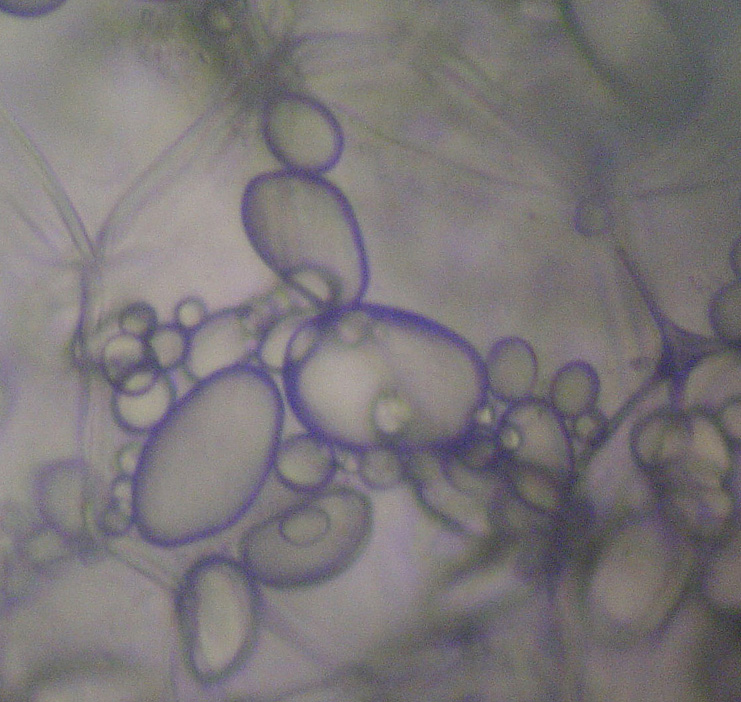
Zetmeelkorrel (amyloplast) bij aardappel

Met de naam plastide (Grieks: πλαστός; plastós: gemodelleerd) wordt een groep van organellen aangeduid, die alleen in de cellen van eukaryoten, met name planten en algen, voorkomen.
Plastiden zijn verantwoordelijk voor het maken van verschillende chemische verbindingen in een cel, vaak door gebruik te maken van biologische pigmenten. Daardoor bepalen ze vaak de kleur van de gehele cel of het gehele organisme. Een kenmerkend voorbeeld is de chloroplast, ook wel bladgroenkorrel genoemd. 
Plastiden vermeerderen zich min of meer zelfstandig door binaire deling. Bij normale celdeling (mitose) vindt er een gesynchroniseerde (door de celkern gestuurd) deling van de plastide(n) plaats, waarbij beide dochtercellen de helft van de plastide(n) krijgen. Iets vergelijkbaars vindt ook plaats bij de verdeling van de mitochondriën over de dochtercellen.
Bij de bevruchting komen de plastiden alleen via de eicellen in de zygote, omdat plastiden niet voorkomen in de zaadcellen of stuifmeelkorrels.
Plastiden hebben een plastoom dat uit plastiden-DNA bestaat en ribosomen (plastoribosomen). Het plastoom bestaat uit ongeveer 120 genen. Door de aanwezigheid van DNA treedt in een plastide transcriptie en translatie op. De meeste eiwitten kunnen de plastiden niet zelf aanmaken en worden geïmporteerd vanuit het cytoplasma. De productie van dergelijke eiwitten wordt gereguleerd door genen in de celkern.
Een plastide bij planten wordt omhuld door twee biomembranen en tot vier biomembranen bij veel algen.
De aanwezigheid van plastiden in eukaryotische cellen wordt verklaard door de endosymbiontentheorie. Plastiden stammen in eerste instantie af van als endosymbionten opgenomen cyanobacteriën. Bij secundaire endoymbiose werden plastiden-bevattende eukaryotische cellen opgenomen. Deze secundaire endoymbiose verklaart dat het aantal biomembranen meer dan twee kan zijn.

## Typen plastiden

Plastiden

- De volgende celorganellen behoren tot de plastiden:
  - chloroplast, door chlorofyl groen gekleurde plastiden, die de fotosynthese verzorgen
  - chromoplast, door carotenoïden of xanthofyl geel tot (oranje-)rood gekleurde plastiden
  - etioplast, door lichtgebrek uit proplastide ontstane, ongekleurde plastiden
  - gerontoplast, in vergelende bladeren uit chloroplasten ontstane plastiden
  - leukoplast, een kleurloze plastide
    - amyloplast, kleurloze plastide, waarin zetmeel wordt opgeslagen
    - statoliet, gespecialiseerde amyloplast
    - elaioplast, een plastide dat in zaden koolhydraten omzet in vetten of oliën
    -  proteïnoplast, proteoplast, aleuroplast of aleuronaplast, dat eiwitten bevat

  -  proplastide, jonge plastide

### Proplastide
De proplastiden komen voor in de meristemen van vaatplanten en hebben een nog gering ontwikkeld binnenmembraansysteem. 
Uit de proplastiden kunnen alle typen plastiden ontstaan, terwijl de verschillende typen plastiden afhankelijk van de omstandigheden in elkaar kunnen overgaan. Onder lichtomstandigheden worden chloroplasten gevormd en in het donker etioplasten. Etioplasten kunnen als ze in het licht komen overgaan in chloroplasten en chromoplasten als ze in het donker komen in etioplasten.
De herfstkleur bij sommige bladeren ontstaat doordat de chloroplasten overgaan in chromoplasten.

### Gerontoplast
In vergelende bladeren gaan de chloroplasten over in gerontoplasten, wat misschien eenzelfde proces is als de overgang van chloroplasten in chromoplasten bij rijpende tomaten. Zowel chromoplasten als gerontoplasten kunnen weer overgaan in chloroplasten.

## Evolutie en plastiden
| → chloroplast: | primaire endosymbiotische evolutie van cyanobacterie tot een plastide |
| → rhodoplast:  | evolutie van de plastide tot een rhodoplast                           |
| → dinoplast:   | evolutie van de plastide tot een dinoplast                            |
| → apicoplast:  | evolutie van de plastide door reductie tot een apicoplast             |

| Verwerven van plastiden:                      | Verwerven van plastiden:                                                                                       | Verwerven van plastiden: | Verwerven van plastiden:                                                                                       |
| --------------------------------------------- | --- | ------------------------ | --- |
| I + blauwwier: II + groenwier: II + roodwier: | primaire endosymbiose met blauwwier secundaire endosymbiose met groenwier secundaire endosymbiose met roodwier | → I: → II: → III:        | betrokken bij primaire endosymbiose betrokken bij secundaire endosymbiose betrokken bij tertiaire endosymbiose |

De meest eenvoudige eukaryoten hebben geen plastiden, maar wel de andere organellen, zoals celkern, mitochondium, golgicomplex en endoplasmatisch reticulum. Volgens de endosymbiontentheorie werden de plastiden verkregen door endosymbiose. Vanwege het grote effect dat het verwerven van mitochondriën en plastiden heeft gehad op de fylogenie van het leven wordt de term endosymbiose vaak als een equivalent gebruikt voor de verwerving van deze organellen.
Bij endosymbiose zijn de volgende typen te onderscheiden:
- Onder primaire endosymbiose verstaat men het symbiotisch samengaan van een prokaryotische cel met een cyanobacterie. Een dergelijke "primaire plastide" heeft twee membranen, de buitenste die overeenkomt met het plasmamembraan van de cel en de binnenste die overeenkomsten vertoont met een membraan van de prokaryoten.
- Onder secundaire endosymbiose verstaat men het symbiotisch samengaan van een eencellig organisme met een eukaryotische cel met een plastide. Een dergelijke "secundaire plastide" heeft vier membranen, waarvan soms een in de evolutie verdwenen is.
- Bij tertiaire endosymbiose heeft dit proces zich nog eens herhaald: een eencellig organisme gaat samen met een eukaryotische cel met een secundaire plastide.

In enkele gevallen is bij secundaire en tertiaire endosymbiose de oorspronkelijke endosymbiont sterk gereduceerd en zijn hoogsten nog fragmenten van het plastide-genoom terug te vinden in de celkern van de gastheercel, in andere gevallen zijn er nog organellen van aanwezig. De kern kan gereduceerd zijn tot een 'nucleomorf' en is soms nog beperkt functioneel.